# Henri Soil
Henri Soil (plus tard Henry S. Soille ; 9 octobre 1909 à Paris - 15 décembre 1994 à San Diego en Californie,) est un rabbin français, rabbin dans le quartier de Belleville et à Neuilly-sur-Seine, qui immigre en 1947 aux États-Unis, où il sert comme éducateur, d'abord à Cleveland, dans l'Ohio, puis à San Diego, en Californie.

## Éléments biographiques
Henri Soil (Shimon Tzvi ben Yosef Shaul Soil) est né à Paris le 9 octobre 1909.
A 16 ans, il devient le secrétaire de la société bénévole B'nai Abraham à Paris.
De 1926 à 1931, il élève au Séminaire israélite de France (SIF) et obtient son diplôme de rabbin.
En 1931, il fonde le "Tséiré Mizrachi" de France (le Mizrahi Parti National Religieux ou P.N.R.).
Le Consistoire central le délègue à Londres pour observer l'organisation des œuvres sociales juives et non-juives de Grande-Bretagne.
Il obtient une licence de Lettres.
Il prend en charge des cours de Lettres et de Talmud au Talmud Torah de Paris.
En 1933, il participe avec le rabbin Henri Schilli à un camp des Éclaireurs israélites de France (EIF) (devenus plus tard les Éclaireuses éclaireurs israélites de France (EEIF). Il y rencontre le père Michel Riquet. Henri Soil reste proche des EIF.
En 1933, il est élu administrateur de l'organisation de jeunesse Chema Israël.
Dans les années 1930, il donne des conférences à l'Union scolaire, au Mizrahi, au Cercle juif de Montmartre, et participe à l'émission radiophonique La Voix d'Israël.
De 1934 à 1938, il est secrétaire général du rabbinat français auprès du Consistoire central.
En novembre 1935, il donne un cours de Talmud à l'École Maïmonide (Boulogne-Billancourt).
À son retour de Londres, il participe à la Synagogue de la Victoire aux Journées d'espérance.
Il prononce des discours et officie à divers endroits. Il parle en 1933, pour les fêtes de Tishri: dans les salles consistoriales de la Rue du Conservatoire et de la Rue Blanche dans le 9e arrondissement de Paris.En 1935, il officie en juillet à Aix-les-Bains, prend la parole à Toulouse ainsi qu'à la Synagogue de la Victoire et officie pour Tishri à Lunéville.
Le 11 janvier 1938, il est nommé rabbin de la synagogue Julien-Lacroix au 75 Rue Julien-Lacroix, dans le 20e arrondissement de Paris (quartier de Belleville). Il avait pris la parole dans cette synagogue durant Hanouca 1936.
En juillet 1939, il officie à Vichy.

### Seconde Guerre mondiale
En automne 1939 il est aumônier militaire.
En juin 1940, il se replie à Clermont-Ferrand.
Le 17 septembre 1941, il visite le camp de travailleurs étrangers de Mauriac(Puy-de-Dôme) et intervient auprès de l'archiprêtre et du sous-préfet du lieu pour protester contre les brimades dont le commandant du camp accable les détenus juifs.
Il est nommé aumônier de la région de Clermont-Ferrand au printemps 1942.
Le 17 août 1942, il participe à Marseille à la réunion des aumôniers régionaux.
Il donne des cours au Séminaire israélite de France (SIF) replié à Chamalières (Puy-de-Dôme).
En juin 1943, il est affecté en Savoie et Haute-Savoie avec résidence à Chambéry et à Aix-les-Bains, avec le rabbin Jean Avram.

### Rabbin àNeuilly-sur-Seine
Henri Soil devient le rabbin de Neuilly-sur-Seine de 1945 à 1946. Il succède au rabbin Robert Meyers, assassiné à Auschwitz, qui était rabbin de Neuilly de 1928 à 1943. Le rabbin Soil est remplacé à Neuilly par le rabbin David Feuerwerker, qui occupe cette position de 1946 à 1948.

### La Californie
En 1947, le rabbin Soil s'installe aux États-Unis, d'abord à Cleveland, dans l'Ohio puis à San Diego, en Californie.
À Cleveland, le rabbin Soil établit une série de Talmudei Torah. Il vit à Cleveland environ 22 ans, puis s'établit en Californie
À San Diego, il se marie avec Esther Rivka Wilowski, une fille de Aharon Yitzchok Willowsky, une petite-fille du célèbre talmudiste Yaakov Dovid Wilovsky (1845-1913), connu comme le Ridvaz ou le Ridbaz. Esther Rivka est née le 14 janvier 1908 et est décédée le 29 octobre 1987. C'est une éducatrice. Le couple n'a pas d'enfant.
Le rabbin Soil est le fondateur de l'école qui plus tard portera son nom. Il vit à San Diego environ 25 ans.
Le rabbin Soil est décédé à San Diego le 15 décembre 1994 (12 Tevet 5755). Il est enterré dans cette ville au côté de son épouse, décédée sept ans plus tôt. Il était âgé de 85 ans.

## Honneurs
- Esther Rivka Soille meurt en 1987. Son nom est donné à la Mesivta de San Diego : Esther Soille Mesivta High School[10].
- Après le décès du rabbin Soil, le nom de Soille est donné à l'école juive orthodoxe de San Diego: Soille Hebrew Day School[11],[12].